# NGC 7096
NGC 7096 (również IC 5121 lub PGC 67168) – galaktyka spiralna (Sa), znajdująca się w gwiazdozbiorze Indianina. Odkrył ją John Herschel 31 sierpnia 1836 roku.